# 莫桑石
莫桑石（英語：moissanite），也稱莫桑钻、魔星石或魔星钻、金刚砂，是天然碳化矽晶体的别稱，因1893年由法國化學家亨利·莫瓦桑（Henri Moissan，1852～1907）最先發現而得名，1893年亨利·莫瓦桑在研究來自美國-亞利桑那州的代亞布羅峽谷隕石樣品時發現了罕有的在自然條件下存在的碳化矽礦石，將之命名為莫桑石。天然碳化矽在地球的自然界中极其罕見，最常發現於超基性岩和隕石（比如钾镁煌斑岩和金伯利岩）中發現，雖然產量罕少但美國西岸開採到莫桑石又顯最多，另外在默奇森陨石中檢測到的異常碳矽同位素丰度比表明这些天然碳化矽有来自于太陽系以外漸近巨星支的富碳恒星。
碳化硅属于超硬材料，硬度仅次于钻石，但韧性、耐火性更佳，除了用于珠宝装饰之外，其晶体和薄膜有许多工业用途。

## 用途

### 珠寶

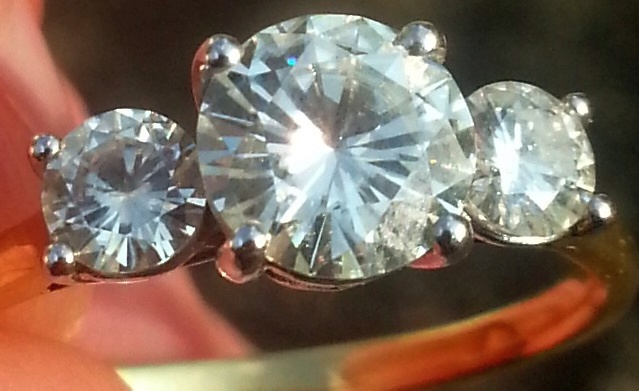
莫桑石订婚戒指

打磨好的人造莫桑石外觀與用於珠寶的鑽石非常相似，重量亦相當接近，折射率（2.648～2.691）略高於鑽石（2.42），火彩色散度（0.104）卻超過鑽石（0.044）的兩倍，並且在各項指標上優於锆立晶（二氧化锆晶體），因此被認為是鑽石的良好替代選項。早於1997年，珠寶業就已經開始把莫桑石視為新興的鑽石替代品，主要由美國珠寶商詩思公司（Charles & Colvard）銷售（其專利于2016年到期），而寶石鑒定所會注明其寶石類別為（英文 :Synthetic Moissanite）合成莫桑石。

### 工業
除了作為裝飾珠寶以外，莫桑石因其高硬度（莫氏硬度为9.25～9.5，略低於鑽石的10），更優的抗冲擊强度（斷裂韌性3～5 MPa⋅m1/2，相比之下鑽石只有2.0 MPa⋅m1/2）和低成本可以作為工業金刚石的替代品用於高壓試測中。因为莫桑石的導熱性（導熱係數為2.3～4.9 W/K⋅cm）遠低於鑽石（26 W/K⋅cm），也可以用於電子和熱能器材中，比如發動機的保護電路、執行器和蓄電系统。同時莫桑石還具有熱釋光性，因此在測量放射性劑量方面也有用途。此外，碳化矽金鋼砂也大量被用於工業研磨和切割、製造複合裝甲和單兵護甲中的防彈板、天文望遠鏡的镜面材料、生成石墨烯的载体以及鐵路車輛的牽引變流裝置。
交易市場
天然莫桑鑽為封閉流通交易市場，又因產量罕少，所以實際市場交易價格相對比鑽石來的高，但目前為止尚未有實際交易價格由封閉之交易市場流出。珍貴於鑽石之上，天然莫桑鑽也因未有確切之價格，所以交易時經常性得以鑽石規格價格為基準價，且向上炒作以及加成後來產生交易價格，2016年Charles & Colvard 專利到期 （页面存档备份，存于）。

## 延伸閱讀
- 碳矽石 - Mindat.org （页面存档备份，存于）
- 碳矽石 - WebMineral （页面存档备份，存于）
- 记者调查：莫桑石钻戒成情侣最佳圣诞礼物
- 珠宝消费风头正劲 莫桑石独领风骚 （页面存档备份，存于）
- 闪耀进中国，莫桑石一钻难求，唯钻会解土豪需求